# والتر ويبر
والتر ويبر (بالألمانية: Walter Weber)‏ هو مهندس كهربائي ألماني، ولد في 26 مارس 1907 في غلزنكيرشن في ألمانيا، وتوفي في 18 يوليو 1944 في Kościan ‏ في بولندا.